# Hamataliwa bicolor
Hamataliwa bicolor là một loài nhện trong họ Oxyopidae.
Loài này thuộc chi Hamataliwa. Hamataliwa bicolor được Cândido Firmino de Mello-Leitão miêu tả năm 1929.